# Quai Marcel-Dassault
Pour les articles homonymes, voir Dassault.
Le quai Marcel-Dassault est une voie de circulation se trouvant à Suresnes et à Saint-Cloud. Il suit le parcours de la route départementale D 7.

## Situation et accès
Longeant la Seine, cette voie est desservie par la gare du Val d'Or (ligne L du Transilien) et par la gare de Suresnes-Longchamp (ligne 2 du tramway), toutes deux accessibles par l'avenue de Longchamp.
En partant du nord, elle rencontre notamment la rue du Val-d'Or, l'avenue de Longchamp, et se termine au niveau de la passerelle de l'Avre.

## Origine du nom
Le quai rend hommage à Marcel Dassault, ingénieur, homme politique et entrepreneur français, fondateur du groupe Dassault.

## Historique
Côté Suresnes, il s'agit historiquement du « quai de Suresnes », renommé « quai Gallieni » pendant la Première Guerre mondiale. Cette dernière dénomination a depuis été conservée pour la partie de la voie située au nord du pont de Suresnes. La partie sud a pour sa part était scindée en deux segments : le quai Léon-Blum, du pont au croisement avec la rue Frédéric-Clavel ; le quai Marcel-Dassault, du croisement avec la rue Frédéric-Clavel à celui avec la rue Louis-Blériot (ancien segment de la rue du Val-d'Or). On passe ensuite à Saint-Cloud.
Côté Saint-Cloud, la voie s'appelait autrefois « quai du Président-Carnot », en hommage au président de la République assassiné Sadi Carnot. 
Cette voie a été renommée en hommage à Marcel Dassault car se trouve depuis 1938 côté Saint-Cloud, sur une parcelle, un site de Dassault Aviation (cf. plus bas),. Il ne faut pas le confondre avec les bureaux de Dassault Systemes, situés sur la même voie mais plus haut, côté Suresnes, au no 9.
Le long de la voie, sur la Seine, sont amarrées des péniches.

## Bâtiments remarquables et lieux de mémoire
Au tournant du XXe siècle, dans un contexte d'industrialisation, de nombreuses usines sont érigées le long des berges de la Seine de la banlieue ouest-parisienne, jouant de la proximité avec Paris et d'aménités géographiques particulières (transport par voie fluviale).
En 1861, quatre bureaux d'octroi sont installés à Suresnes. Après la Première Guerre mondiale, l'un d'eux déménage à l'angle de l'usine Blériot. À cause des encombrements, ils disparaissent en 1943.

### Ancienne usine Blériot

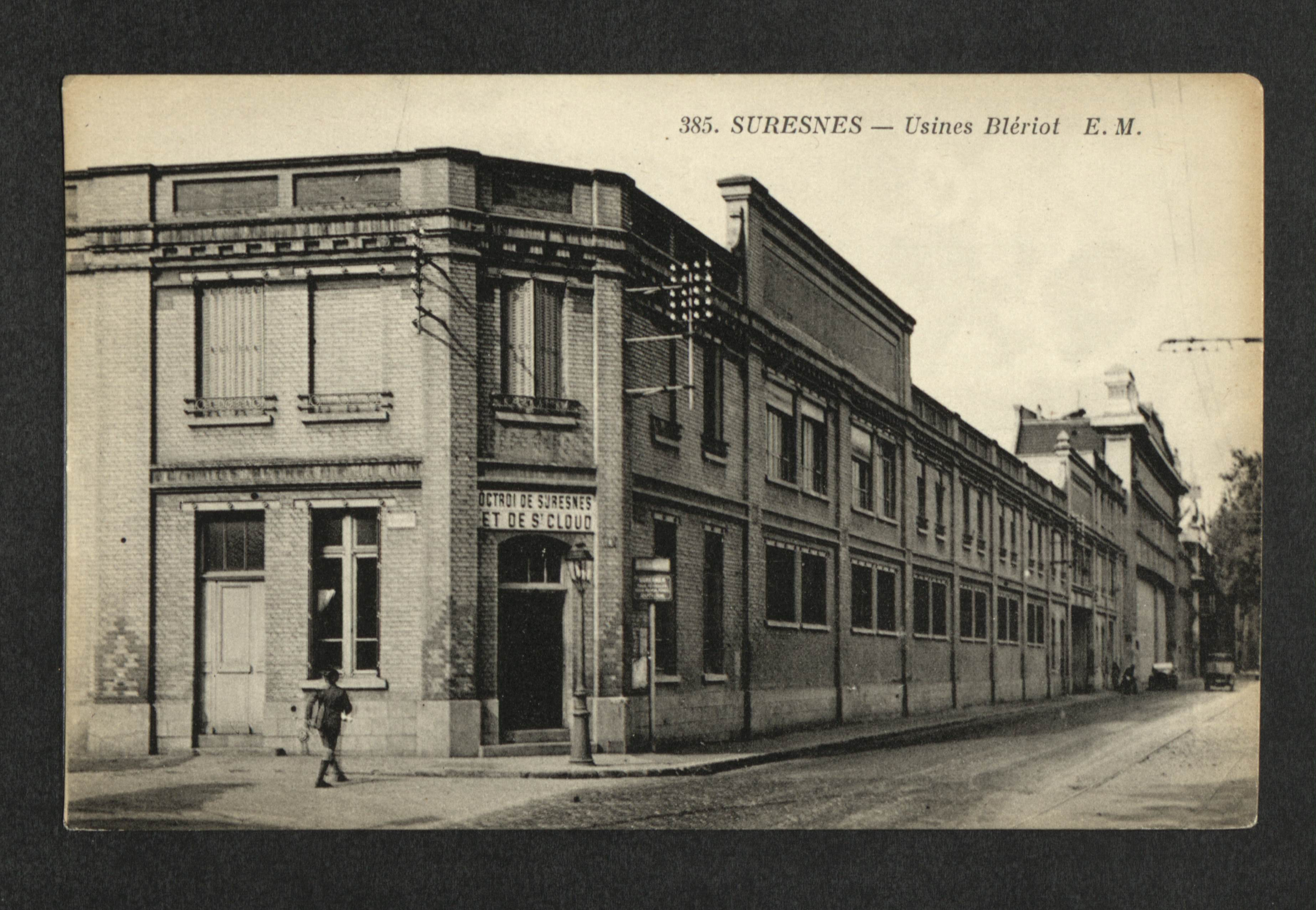
L'usine sur une carte postale ancienne.

Les mosaïques de l'ancienne usine Blériot Aéronautique.

Elle était située côté Suresnes (au nord) de la voie (actuel no 1), dans le quadrilatère compris entre le quai, la rue Louis-Blériot, la rue Pasteur et la rue Marcel-Monge. En 1915, en pleine Première Guerre mondiale, alors que l'aviation militaire émerge, l'avionneur Louis Blériot, incité par l'État, charge l'architecte Henri Martin d'édifier une usine au croisement du quai et de la rue du Val-d'Or (segment qui a depuis pris le nom de rue Louis-Blériot), au sud du parc du Château. Sur un terrain de 40 000 m² sont construits des ateliers de 28 000 m² de superficie. On compte d'abord deux étages de bureau et un bâtiment métallique, érigés en 1915, auxquels s'ajoutent en 1917 un hangar, doté d'une porte monumentale de 40 mètres de long donnant sur le quai,. 
Pendant la guerre, Blériot Aéronautique fabrique plus de 10 000 appareils SPAD (société acquise en 1914), soit 10 % des avions français du conflit ; de l'usine suresnoise sortent 23 appareils par jour, grâce au travail de 2500 ouvriers employés jour et nuit. L'usine profite de sa proximité avec la Seine : les unités produites sont transportées par voie fluviale vers l'hippodrome de Longchamp, situé de l'autre côté du fleuve – terrain qui sert alors d'aérodrome – avant de rejoindre les champs de bataille. Les ingénieurs Louis Béchereau et André Herbemont, qui travaillent à l'usine de Suresnes, sont les architectes du succès de l'entreprise,. 
Après la guerre, Blériot aéronautique et la SPAD fusionnent et, comme les autres constructeurs aéronautiques, l'usine de Suresnes se reconvertit dans l'aviation civile. Le site reste longtemps historiquement lié à l'aviation, même si, dans un contexte de désindustrialisation, l'usine de production est remplacée par un centre de recherche dans les années 1970,. 
Dans la seconde moitié du XXe siècle, l'industrielle banlieue ouest-parisienne voit en effet peu à peu disparaître ses usines, devenues des friches puis réhabilitées afin d'accueillir des sièges ou des bureaux de grandes entreprises. Le site accueille ainsi des bureaux d'EADS jusqu'au début du XXIe siècle. En 1988, un incendie endommage une partie des bâtiments. Trois phases de reconstruction sont alors programmées dans les années 1990-2000. En 2004, la dernière partie du chantier voit la destruction de la façade monumentale historique de l'ancienne usine Blériot de 40 mètres de long, côté Seine, le long du quai ; seules les mosaïques portant le nom du constructeur aéronautique sont conservées, alors qu'une plaque commémorative est installée,.
Depuis 2020, ces nouveaux bâtiments accueillent le campus de SKEMA Business School.

### Bâtiments de Dassault Aviation

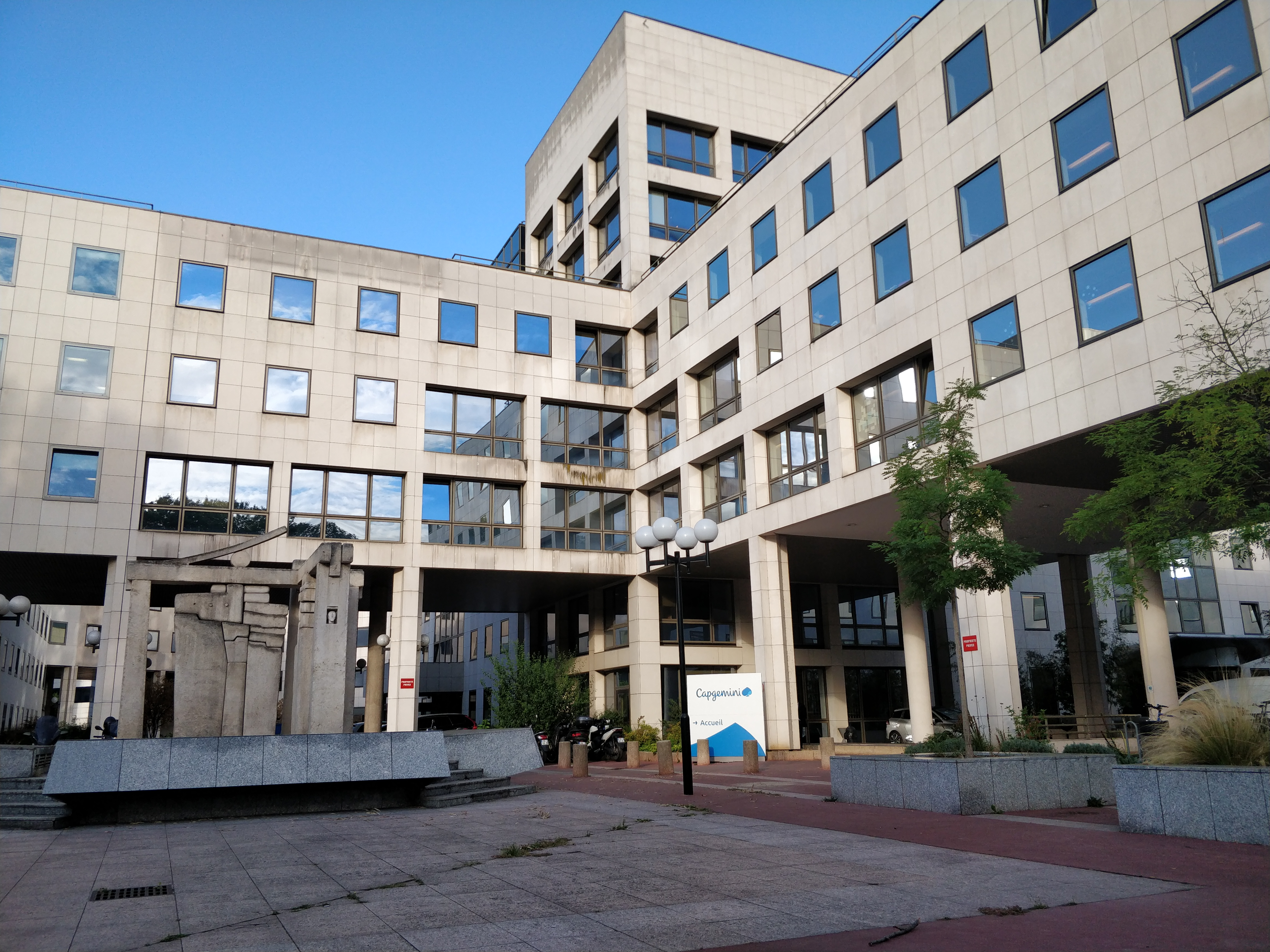
L'entreprise Dassault Systemes à Suresnes, sise quai Marcel-Dassault. Elle est située un peu plus au nord que le site historique de Dassault Aviation.

L'entreprise Dassault Aviation est de nos jours installée dans plusieurs pâtés de maisons bordant le quai. Son site historique se trouvait au croisement du quai de l'actuelle rue Louis-Blériot (ancienne rue du Val-d'Or), côté Saint-Cloud. Les terrains avaient été achetés en 1938 par Marcel Bloch, où l'entrepreneur avait installé une usine d'hélices d'avions Chauvière. En juin 1940, au début de la Seconde Guerre mondiale, du matériel et certains membres du personnel sont évacués par camion et par la Seine. Grâce à la création de la Société anonyme de constructions aéronautiques et mécaniques (SACAM), l'usine peut continuer à fonctionner sous l'Occupation,.
Après la Libération, l'usine produit des prototypes d'hélices et de moteurs, puis d'avions. S'y installent aussi les bureaux de conception et de réalisation des systèmes de commandes de vol, ainsi que des laboratoires et des ateliers spécialisés. Dans les années 1950, les bâtiments historiques en brique roses sont agrandis. Au début des années 1960, l'usine couvre 31 000 m² et emploie 1650 personnes. En 1992, l'atelier de construction des prototypes est transféré à Argenteuil et Argonay et le site de Saint-Cloud est réorganisé pour regrouper diverses activités du groupe Dassault dispersées en Île-de-France. Il est rénové et en partie reconstruit à partir de 1994, les travaux prenant fin en 2001,.

### Autres édifices
Ils sont situés plus au sud, sur la commune de Saint-Cloud :
- Passerelle de l'Avre
- Viaduc de Saint-Cloud, qui permet à l'autoroute A13 de franchir la Seine
- Hélice-Club de France, créé en 1899, installé sur une péniche stable amarrée au quai.